# Puszczanie kaczek

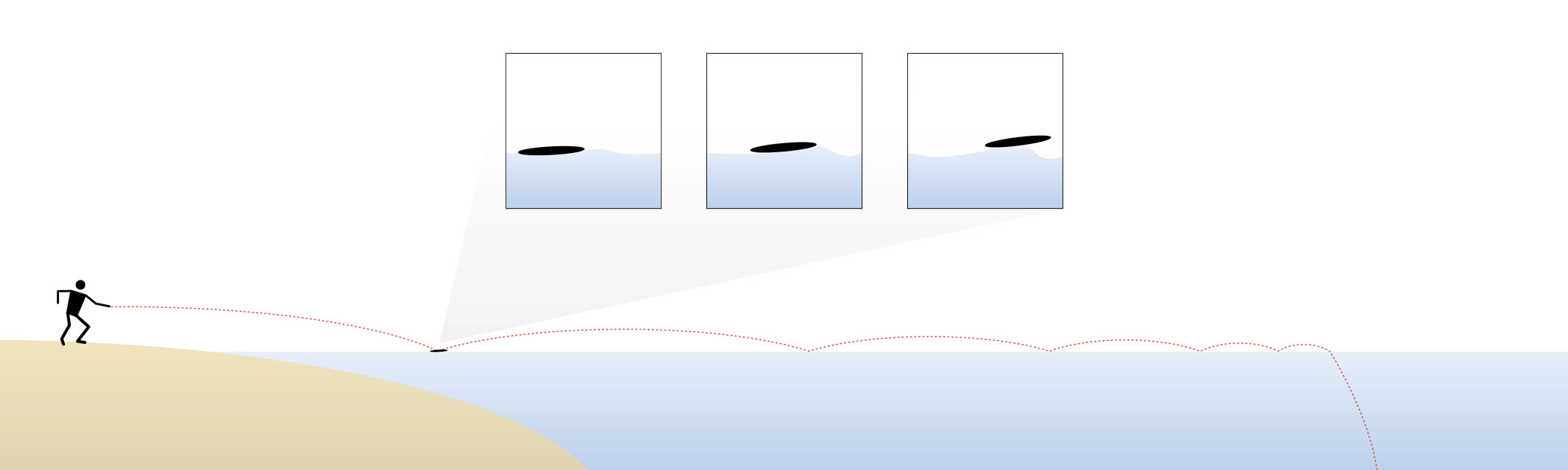
Puszczanie kaczek

Puszczanie kaczek, „kaczka” – rzucanie na wodę płaskiego kamienia tak, by odbił on się od powierzchni wody i poleciał dalej, odbijając się od wody kilkukrotnie.
Rekord Guinnessa w liczbie odbić puszczonych kaczek wynosi 88 razy (2013). Natomiast rekord w najdalszym dystansie pokonanym przez kaczkę wynosi 120 metrów (2010).
Christophe Clanet z Institut de Recherche sur les Phenomenes Hors Equilibre z Marsylii we Francji wraz z zespołem badaczy skonstruował specjalną maszynę do puszczania kaczek na wodzie.

## Zasada działania

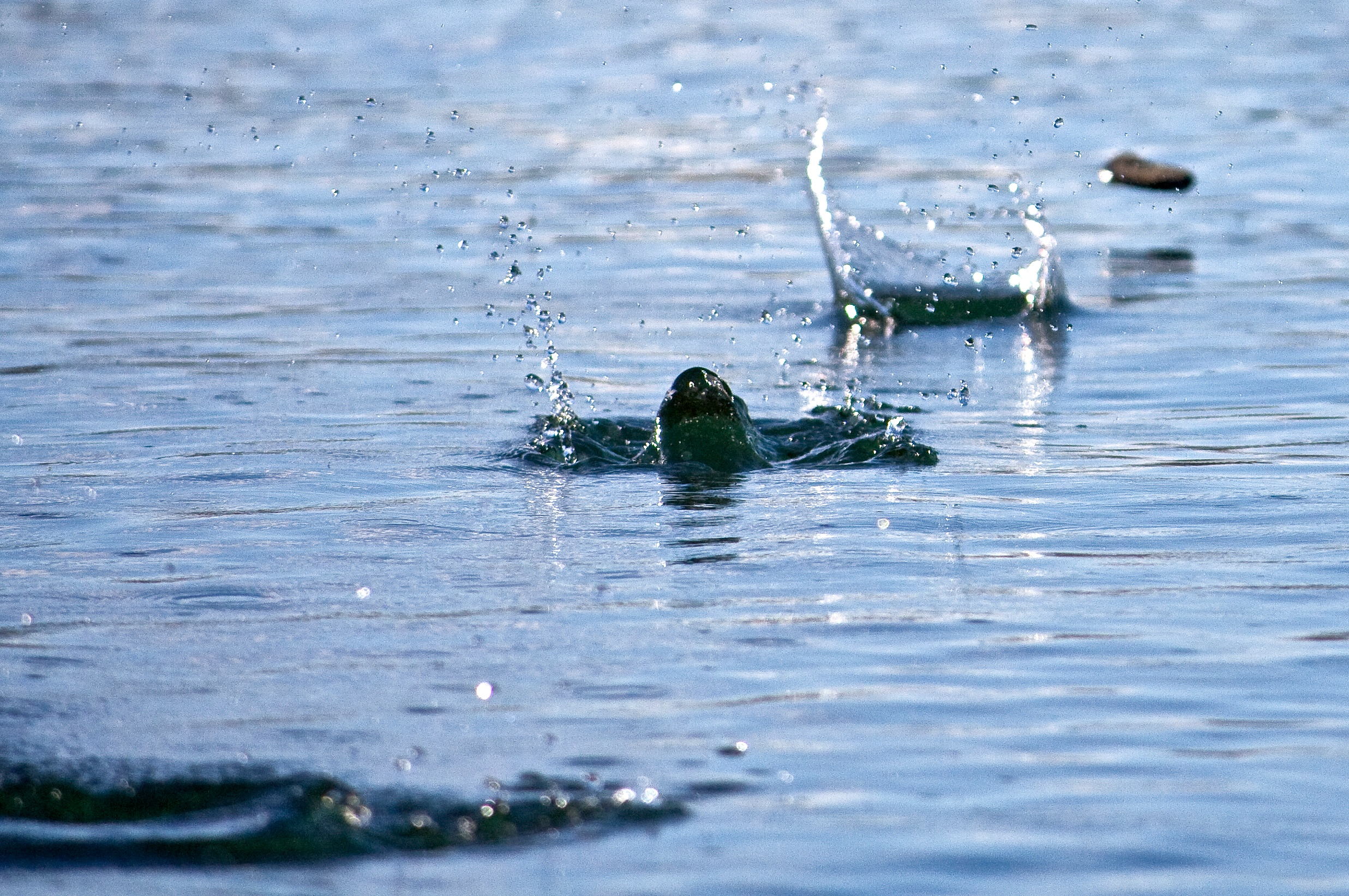
Puszczanie kaczek

„Kaczkę” puszcza się z brzegu zbiornika wodnego, rzucając płaski kamień w kierunku wody z odpowiednim pędem i rotacją, w celu uzyskania największej liczby odbić kamienia (dysku) od powierzchni cieczy. Przy rzucie istotny jest kąt nachylenia do powierzchni cieczy, tj. oscylujący wokół 20 stopni. Z perspektywy fizyki efekt zależy od siły hydrodynamicznej, która odpowiada za wysokość odbicia od powierzchni wody. Kamień, przesuwając się po wodzie pod właściwym kątem, wyciska spod siebie duże ilości wody, co skutkuje odbiciem go od powierzchni cieczy. Nie ma ograniczeń odnośnie do masy czy wielkości kamienia, bowiem kluczowa jest prędkość rzuconego kamienia oraz odpowiednia szybkość wirowania kamienia.